# Tour de Selva Nera
La tour de Selva Nera est une fortification côtière située proche du lac de Burano  dans la municipalité de Capalbio, près du hameau de Chiarone Scalo, près de la côte de la mer Tyrrhénienne. Bien qu'elle soit située juste au nord de la tour de Buranaccio, c'est la tour de guet la plus proche de la frontière régionale avec le Latium.

## Histoire
Elle a été construite par la Maison de Médicis entre la fin du XVIe siècle et le début du XVIIe siècle en face de l'extrême bande côtière méridionale du territoire du Grand-duché de Toscane, dans une zone bordée à l'ouest par l'État des Présides et à l'est par les États pontificaux, où le littoral fait face au sud.
La tour remplissait principalement des fonctions de guet, pour éviter que toute incursion de la mer ne compromette le centre voisin de Capalbio situé sur les contreforts de l'arrière-pays.
La structure a été progressivement abandonnée au cours du 19e siècle et vendue plus tard à des particuliers pour un usage résidentiel. Par la suite, la fortification a subi quelques transformations, s'étant retrouvée adossée à d'autres bâtiments résidentiels.